# Ženská basketbalová liga
Ženská basketbalová liga (zkratka ŽBL) je od roku 2005 nejvyšší česká basketbalová soutěž žen. V letech 1993–2005 existovala pod názvem 1. basketbalová liga žen.

## Herní systém
Ženská basketbalová liga je otevřená soutěž.
Sezóna se skládá ze tří částí:
- dlouhodobá část je hraná systémem každý s každým (jednou doma a jednou venku) - celkem 22 kol
- nadstavbové skupiny A1 (1.-6. tým) a A2 (7.-12. tým) jsou hrané opět systémem každý s každým - celkem 10 kol, přenáší se výsledky ze základní části
- play-off, v němž 8 nejlepších družstev (všichni účastníci skupiny A1 a nejlepší dva ze skupiny A2) hraje vylučovacím způsobem na tři vítězná utkání.
- baráž, kdy nejhorší dva týmy (na 11. a 12. místě) hrají s nejlepšími dvěma týmy 1. ligy hrají šestikolově každý s každým doma a venku o účast v následující sezoně ŽBL.

## Historie názvů
Název ligy se pro běžné používání zkracuje na ŽBL. Před tím je také název titulárního, tedy hlavního, sponzora.
- Bonver ŽBL (2015–2016)[1]
- Renomia ŽBL (2019–2022)[2]
- Chance ŽBL (2022–)[3]

## Týmy v sezoně 2024/2025
- DSK Basketball Brandýs
- KARA Trutnov
- KP TANY Brno
- Levhartice Chomutov
- LOH 2028 Chomutov[4]
- SBŠ Ostrava
- Slovanka
- Sokol Hradec Králové
- ZVVZ USK Praha
- Žabiny Brno

## Konečná pořadí
Zdroj:
| Sezona  | Mistr ČR                     | 2. místo                      | 3. místo                        | 4. místo                         | 5. místo                         | 6. místo                      | 7. místo                     | 8. místo                        | 9. místo                        | 10. místo                    | 11. místo                    | 12. místo                    |
| 1993    | USK Praha                    | SK MORCAN Královo Pole        | TJ Sokol Hradec Králové         | BLC Sparta Praha                 | BK AMCICO Praha                  | BK ČZ Strakonice              |                              |                                 |                                 |                              |                              |                              |
| 1993/94 | USK Praha                    | SK MORCAN Královo Pole        | BK Drakr Žabovřesky             | BLC Sparta Praha                 | BK ČZ Strakonice                 | BK Copia Praha                | SK UP Olomouc                | TJ Sokol Hradec Králové         | SK Slávia Havířov               | SK NEPA Univerzita Brno      |                              |                              |
| 1994/95 | USK ERPET Praha              | BK IMOS Žabovřesky            | TJ Spartak PS Přerov            | Repros SK Královo Pole           | BK Litavan PAVEXIM Králův Dvůr   | BK ČZ Strakonice              | BLC Sparta Praha             | SK Aritma Kaučuk Praha          | TJ Sokol Hradec Králové         | SK UP Olomouc                |                              |                              |
| 1995/96 | BK IMOS Žabovřesky           | USK ERPET Praha               | BK Loko Texlen Trutnov          | BLC Sparta Praha                 | BK ČZ Strakonice                 | SK Aritma Kaučuk Praha        | BK PAVEXIM Králův Dvůr       | SK ICEC Brno Královo Pole       | TJ Spartak PS Přerov            | TJ Sokol Hradec Králové      |                              |                              |
| 1996/97 | BK IMOS Žabovřesky           | USK ERPET Praha               | BK Kaučuk Kralupy nad Vltavou   | BK ČZ Strakonice                 | SK ICEC Brno Královo Pole        | BK Loko Texlen Trutnov        | BK PAVEXIM Králův Dvůr       | TJ Spartak PS Přerov            | BC Aritma Libochovice           | SK UP Olomouc                |                              |                              |
| 1997/98 | BK IMOS Gambrinus Žabovřesky | BK Kaučuk Kralupy nad Vltavou | USK ERPET Praha                 | Lachema Brno                     | BK Thermia Karlovy Vary          | BK Loko Texlen Trutnov        | SBC Hanácká Kyselka Přerov   | BK ČZ Strakonice                | BC Libochovice                  | BLC Sparta Praha             |                              |                              |
| 1998/99 | BK IMOS Gambrinus Žabovřesky | SBC Hanácká Kyselka Přerov    | BK Loko Texlen Trutnov          | BK Kaučuk Kralupy nad Vltavou    | Lachema Brno                     | BK Blex Dermacol Karlovy Vary | USK Praha                    | TJ ŽĎAS Žďár nad Sázavou        | BK ČZ Strakonice                | BC Libochovice               |                              |                              |
| 1999/00 | BK Gambrinus Brno            | SBC Hanácká Kyselka Přerov    | USK Blex K.V. Praha             | Lachema Brno                     | BK Loko Texlen Trutnov           | BK Kaučuk Kralupy nad Vltavou | BK ČZ Strakonice             | BK Mottl Glass Praha            | BK Kompresory Praha             |                              |                              |                              |
| 2000/01 | BK Gambrinus BVV Brno        | USK Blex K.V. Praha           | SBC Hanácká Kyselka Přerov      | BK Loko Texlen Trutnov SSŽ       | TJ Amaranth Sokol Hradec Králové | BK ČZ MUS Strakonice          | BLC Sparta Quelle Praha      | SK Královo Pole Basketbal       |                                 |                              |                              |                              |
| 2001/02 | BK Gambrinus JME Brno        | USK Blex K.V. Praha           | BK VČE Loko Trutnov SSŽ         | TJ Amaranth Sokol Hradec Králové | BK ČZ MUS Strakonice             | BLC Sparta Praha              | SBC Hanácká Kyselka Přerov   | SK Královo Pole Basketbal       |                                 |                              |                              |                              |
| 2002/03 | BK Gambrinus JME Brno        | USK Blex K.V. Praha           | BK VČE Loko Trutnov SSŽ         | TJ VČP Sokol Hradec Králové      | BK MUS AB+ Strakonice            | BLC Sparta Praha              | Basket Slovanka              | Basketsport EMOS Přerov         |                                 |                              |                              |                              |
| 2003/04 | BK Gambrinus JME Brno        | BK VČE Loko Trutnov           | USK Blex K.V. Praha             | BK MUS AB+ Strakonice            | BK Lokomotiva Karlovy Vary       | TJ VČP Sokol Hradec Králové   | Kooperativa BLC Sparta Praha | Basket Slovanka                 |                                 |                              |                              |                              |
| 2004/05 | BK Gambrinus JME Brno        | USK Blex K.V. Praha           | BK Loko Trutnov                 | Kooperativa BLC Sparta Praha     | TJ VČP Sokol Hradec Králové      | BK Lokomotiva Karlovy Vary    | BK Appian AB+ Strakonice     | Basket Slovanka                 | SK UP Olomouc                   | BK PEML Ústí nad Labem       |                              |                              |
| 2005/06 | BK Gambrinus SIKA Brno       | ZVVZ USK Praha                | Kara Trutnov                    | BLC Sparta Praha                 | BK Lokomotiva Karlovy Vary       | TJ Sokol Hradec Králové       | Valosun Brno                 | Basket Slovanka Chomutov        | BK Czech coal Aldast Strakonice | SK UP Olomouc                |                              |                              |
| 2006/07 | BK Gambrinus SIKA Brno       | ZVVZ USK Praha                | Kara Trutnov                    | TJ Sokol Hradec Králové          | Valosun Brno                     | BLC Sparta Praha              | BK Lokomotiva Karlovy Vary   | Basket Slovanka Tábor           | BK Czech coal Aldast Strakonice | SK UP Olomouc                |                              |                              |
| 2007/08 | BK Gambrinus SIKA Brno       | ZVVZ USK Praha                | BK Kara Trutnov                 | Valosun Brno                     | BK Lokomotiva Karlovy Vary       | BLC Sparta Praha              | TJ Sokol Hradec Králové      | BK Czech coal Aldast Strakonice | Basket Slovanka Tábor           | BK Skřivánek Ústí nad Labem  |                              |                              |
| 2008/09 | ZVVZ USK Praha               | BK Gambrinus SIKA Brno        | BK Kara Trutnov                 | Valosun Brno                     | BK Czech coal Aldast Strakonice  | BLC Sparta Praha              | Basket Slovanka              | TJ Sokol Hradec Králové         | BK Lokomotiva Karlovy Vary      | BK Tábor                     |                              |                              |
| 2009/10 | BK Frisco SIKA Brno          | ZVVZ USK Praha                | BK Kara Trutnov                 | Slovanka MB                      | BK Lokomotiva Karlovy Vary       | Valosun Brno                  | TJ Sokol Hradec Králové      | BK Czech coal Aldast Strakonice | VŠ Praha                        | Basket Academy Sparta Praha  |                              |                              |
| 2010/11 | ZVVZ USK Praha               | BK Frisco SIKA Brno           | BK Czech coal Aldast Strakonice | Valosun Brno                     | Slovanka MB                      | BK Kara Trutnov               | BK Lokomotiva Karlovy Vary   | TJ Sokol Hradec Králové         | VŠ Praha                        | BK Pliska Studánka Pardubice |                              |                              |
| 2011/12 | ZVVZ USK Praha               | FRISCO Brno                   | VŠ Praha                        | Kara Trutnov                     | TJ Sokol Hradec Králové          | Slovanka MB                   | Valosun Brno                 | BK Lokomotiva Karlovy Vary      | BK Czech Coal Aldast Strakonice | BLK VŠE Praha                | BK Pliska Studánka Pardubice | DSK Basketball               |
| 2012/13 | ZVVZ USK Praha               | BK IMOS Brno                  | TJ Sokol Hradec Králové         | Kara Trutnov                     | VŠ Praha                         | Valosun KP Brno               | BLK VŠE Praha                | Slovanka MB                     | BK Lokomotiva Karlovy Vary      | BK Strakonice                | DSK Basketball               | BK Pliska Studánka Pardubice |
| 2013/14 | ZVVZ USK Praha               | BK IMOS Brno                  | TJ Sokol Hradec Králové         | Valosun KP Brno                  | VŠ Praha                         | BLK Slavia Praha              | Kara Trutnov                 | Slovanka MB                     | BK Lokomotiva Karlovy Vary      | BK Strakonice                | BK SŠMH Brno                 | DSK Basketball               |
| 2014/15 | ZVVZ USK Praha               | TJ Sokol Hradec Králové       | Kara Trutnov                    | DSK Basketball Nymburk           | Valosun KP Brno                  | BK Žabiny Brno                | BLK Slavia Praha             | VŠ Praha                        | BK Strakonice                   | Slovanka MB                  | SBŠ Ostrava                  | BK Lokomotiva Karlovy Vary   |
| 2015/16 | ZVVZ USK Praha               | DSK Basketball Nymburk        | Kara Trutnov                    | Sokol ZVUS Hradec Králové        | Valosun KP Brno                  | BLK Slavia Praha              | VŠ Praha                     | BK Lokomotiva Karlovy Vary      | BK Žabiny Brno                  | Slovanka MB                  | SBŠ Ostrava                  | BK Strakonice                |
| 2016/17 | ZVVZ USK Praha               | Sokol ZVUS Hradec Králové     | KP Brno                         | DSK Basketball Nymburk           | BLK Slavia Praha                 | BK Handicap Brno              | BK Loko Trutnov              | BK Lokomotiva Karlovy Vary      | SBŠ Ostrava                     | Slovanka MB                  | Technic Brno                 | BK Strakonice                |
| 2017/18 | ZVVZ USK Praha               | KP Brno                       | DSK Basketball Nymburk          | Sokol Nilfisk Hradec Králové     | BLK Slavia Praha                 | Basket Žabiny Brno            | Slovanka MB                  | BK Lokomotiva Karlovy Vary      | BK Loko Trutnov                 | BK Strakonice                | SBŠ Ostrava                  | Technic Brno                 |
| 2018/19 | ZVVZ USK Praha               | BK Žabiny Brno                | Sokol Nilfisk Hradec Králové    | KP Brno                          | DSK Basketball Nymburk           | BK Loko Trutnov               | BLK Slavia Praha             | Slovanka MB                     | SBŠ Ostrava                     | Teamstore Brno               | BK Strakonice                |                              |
| 2019/20 | ZVVZ USK Praha               | Sokol Hradec Králové          | KP Brno                         | BK Žabiny Brno                   | BLK Slavia Praha                 | SBŠ Ostrava                   | Levhartice Chomutov          | KARA Trutnov                    | Slovanka                        | BK Strakonice                |                              |                              |
| 2020/21 | ZVVZ USK Praha               | Sokol Hradec Králové          | BK Žabiny Brno                  | KP Brno                          | BK Levharti Chomutov             | BK Loko Trutnov               | SBŠ Ostrava                  | BLK Slavia Praha                | Slovanka MB                     | BK Strakonice U19            |                              |                              |
| 2021/22 | ZVVZ USK Praha               | BK Žabiny Brno                | Sokol Hradec Králové            | KP Brno                          | BLK Slavia Praha                 | BK Levharti Chomutov          | SBŠ Ostrava                  | Slovanka MB                     | BK Loko Trutnov                 | BK Strakonice U19            |                              |                              |
| 2022/23 | ZVVZ USK Praha               | BK Žabiny Brno                | Levhartice Chomutov             | Sokol Hradec Králové             | KP Brno                          | BLK Slavia Praha              | SBŠ Ostrava                  | Slovanka                        | KARA Trutnov                    | BK Strakonice                |                              |                              |
| 2023/24 | ZVVZ USK Praha               | Žabiny Brno                   | KP TANY Brno                    | Sokol Hradec Králové             |                                  |                               |                              |                                 |                                 |                              |                              |                              |

## Přehled celkových vítězů v československé a české nejvyšší soutěži
Zdroj:
| Klub                        | Tituly | Vítězné ročníky |
| --------------------------- | ------ | --- |
| ZVVZ USK Praha              | 26     | 1969/70, 1972/73, 1981/82, 1982/83, 1983/84, 1984/85, 1987/88, 1988/89, 1993, 1993/94, 1994/95, 2008/09, 2010/11, 2011/12, 2012/13, 2013/14, 2014/15, 2015/16, 2016/17, 2017/18, 2018/19, 2019/20, 2020/21, 2021/22, 2022/23, 2023/24 |
| BLC Sparta Praha            | 23     | 1947/48, 1948/49, 1949/50, 1952, 1953, 1957/58, 1962/63, 1965/66, 1966/67, 1967/68, 1968/69, 1970/71, 1971/72, 1973/74, 1974/75, 1975/76, 1976/77, 1977/78, 1978/79, 1979/80, 1980/81, 1985/86, 1986/87                               |
| BK Žabiny Brno              | 14     | 1995/96, 1996/97, 1997/98, 1998/99, 1999/00, 2000/01, 2001/02, 2002/03, 2003/04, 2004/05, 2005/06, 2006/07, 2007/08, 2009/10 |
| Slovan Orbis Praha          | 9      | 1953/54, 1955/56, 1956/57, 1958/59, 1959/60, 1960/61, 1961/62, 1963/64, 1964/65 |
| VBVS Praha                  | 4      | 1932/33, 1933/34, 1934/35, 1935/36 |
| Strakova akademie Praha     | 4      | 1936/37, 1937/38, 1938/39, 1939/40 |
| YMCA Praha                  | 4      | 1940/41, 1941/42, 1942/43, 1943/44 |
| Železničářky Hradec Králové | 2      | 1945/46, 1946/47 |
| BK SK Žabovřesky            | 1      | 1950/51 |
| Slavia Praha Pedagog        | 1      | 1954/55 |